# Erdei Péter (karnagy)
Erdei Péter  (Debrecen, 1944. december 8. –) Liszt- és Bartók–Pásztory-díjas magyar karnagy, A Magyar Köztársaság Érdemes és Kiváló Művésze, címzetes egyetemi tanár.

## Élete, munkássága
Édesapja dr. Erdei Mihály, vallástanár, református lelkész Hajdúhadházon (1953–1973). Édesanyja tanítónő, énektanár. Gyermekkórusban énekelt, zongorázni és balettet tanult. A debreceni Kodály Zoltán Zeneművészeti Szakiskolában érettségizett, zongora szakos volt, néhány évig zeneszerzést is tanult.
1960-tól énekelt az akkor még műkedvelő Debreceni Kodály Kórusban Gulyás György keze alatt. Ennek hatására alakult ki benne az elhatározás, hogy a karvezetői pályát választja.
Diplomáját a budapesti Liszt Ferenc Zeneművészeti Főiskola énektanár és karvezető szakán szerezte 1968-ban. Tanárai voltak Vásárhelyi Zoltán, Párkai István, Bárdos Lajos, Szőnyi Erzsébet, Gárdonyi Zoltán és Szőllősy András. 
1968 szeptemberében meghívást kapott az Amerikai Egyesült Államokba a Kodály Zoltán zenepedagógiai elmélete alapján működő „ének-zenei általános iskola” indítására. 
1969-ben társalapítója illetve tanára volt Massachusetts államban, Wellesley városban működő Kodály Musical Training Institute-nak (Kodály Zenei Nevelési Intézet).
Hazatérése után 1972-től a Zeneművészeti Főiskola debreceni tagozatára került, ahol 1974-ig tanított.
1973 szeptemberében a Liszt Ferenc Zeneművészeti Főiskola (ma Liszt Ferenc Zeneművészeti Egyetem) karvezetés tanára lett. Ezt a munkát 2 év megszakítással 2014-ig folytatta, amikor saját kérésére – címzetes egyetemi tanárként – visszavonult az egyetemi oktatástól.
1974 szeptemberében kinevezést kapott a kecskeméti Kodály Zoltán Zenepedagógiai Intézet igazgatói munkakörébe. Nevéhez fűződik az intézet szervezeti kialakítása, megnyitása (1975 szeptemberében) és megerősítése. Igazgatói, később főigazgatói munkáját 2 év kihagyással (1990–1992) 2008-ig folytatta.
A debreceni Kodály Kórus vezető karnagya volt 1983–1986, 1998–2000 illetve 2003–2006 között. 1990-től 1992-ig a Magyar Rádió és Televízió Énekkarának vezető karnagya volt. 1976-tól 2005-ig a Kecskeméti Pedagógus Énekkar karnagya. 2000-ben az Ifjúsági Világkórus (World Youth Choir) karnagya. 2010-ben megalapította az Új Liszt Ferenc Kamarakórust. 2016-ban létrehozta a Kecskeméti Énekes Kört (KÉK). 2018-ban Dr. Nemes László Norberttel közösen megalapította a Nemzeti Ifjúsági Kórust. 
Számos kortárs magyar kórusmű bemutatójának rádió- és CD-felvételén működött közre.
Vezényelt, mesterkurzusokat és előadásokat tartott Nagy-Britanniában, Norvégiában, Svédországban, Kanadában, az USA-ban, Ausztráliában, Dél-Koreában, Olaszországban, Lengyelországban, Japánban, Görögországban, Szingapúrban, valamint Kínában.

## Elismerései
- Liszt Ferenc-díj – 1992
- Katona József-díj – 1994
- Kodály Intézetért-díj – 1994, 2008
- Liszt Ferenc Zeneművészeti Egyetem Rektori Dicséret – 1994, 2008
- Bács-Kiskun Megye Művészeti Díja – 1996
- Trefort Ágoston-díj – 2001
- A norvég királyi lovagrend I. fokozata – 2002
- Capital University díszdoktora (Columbus Ohio, USA) – 2002
- Pro Renovanda-díj – 2004
- Kecskemét Felsőoktatásáért és Tudományos Életéért-díj – 2007
- Varsói Fryderyk Chopin Zeneakadémia kitüntető plakettje – 2008
- A Pekingi Központi Zeneakadémia (Central Conservatory of Music) állandó vendégprofesszora – 2008
- Bartók Béla–Pásztory Ditta-díj – 2009
- A Magyar Köztársaság Érdemes Művésze díj – 2010
- Magyar Kórusok, Zenekarok és Népzenei Együttesek Szövetsége (KÓTA): életműdíj – 2019
- Kodály Zoltán-díj – 2019
- Magyar Művészeti Akadémia zenei díja – 2019
- Hong Kong-i Világifjúsági Kórusfesztivál életmű-díja – 2019
- Amerikai Kodály Tanárok Szervezete (OAKE – Organization of American Kodály Educators) életműdíj – 2019
- Fábry Zoltán-díj – 2020
- Magyarország Kiváló Művésze díj – 2020

## Kórusok, melyeket vezetett
- Magyar Rádió és Televízió Énekkara: 1990–1992
- Kecskeméti Pedagógus Énekkar: 1976–2005
- Debreceni Kodály Kórus: 1983–1985, 1998–2000, 2003–2006
- Ifjúsági Világkórus: 2000
- Liszt Ferenc Zeneművészeti Egyetem Alma Mater énekkara: 2006–2014
- Új Liszt Ferenc Kamarakórus: 2010–2014
- Kecskeméti Énekes Kör: 2016–
- Nemzeti Ifjúsági Kórus: 2018–

## Diszkográfia
- 1987 – Csemiczky: Commedia senza parole; Előhívó ének; Kyrie; Antiphonae No. 2 (Csemiczky, Miklós: Commedia senza parole; Summoning Song; Kyrie; Antiphonae No. 2) – Hungaroton, SLPX 12854 (közreműködő)
- 2000 – Vajda János: Missa in A/ Orbán György: Missa Prima	– Hungaroton, HCD 31929 (közreműködő)
- 2003 – Csemiczky Miklós: C-dúr mise; Motetták (Miklós, Csemiczky: Missa in C; Motets)	– Hungaroton, HCD 32177 (közreműködő)
- 2005 – Kodály Zoltán kórusművei I-II – Hungaroton 32364, 32365 (közreműködő)
- 2008 – Respighi, Ottorino / Lajtha László: Kórusművek (Respighi, Ottorino / Lajtha László: Choral Works) – Hungaroton, HCD 32335 (közreműködő)

## Filmográfia
- 2008 – Találkozás Kodály Zoltánnal a Zeneakadémián, magyar koncertfilm[3]